# محي حامد
محيي الدين حامد محمد (1960 السويس -) طبيب استشاري أنف وأذن وحنجرة يقيم بالزقازيق (الشرقية)، وعضو سابق بمكتب الإرشاد لجماعة الإخوان المسلمين، عُيّن مستشارًا ضمن الفريق الرئاسي المعاون لمحمد مرسي سنة 2012. وعضو المكتب الإداري للجماعة بمحافظة الشرقية بمصر.
التحق بمدرسة الزقازيق الثانوية العسكرية عام 1975 وحصل علي الشهادة الثانوية منها عام 1978 والتحق بكلية طب الزقازيق وحصل علي درجة البكالريوس عام 1985 وشغل وظيفة أخصائي أنف وأذن وحنجرة بمديرية الشئون الصحية بالشرقية
انضم لجماعة الإخوان المسلمون في أواخر السبعينيات أثناء الدراسة الجامعية بكلية الطب جامعة الزقازيق، وتم تكليفه بمهمة الأمين العام المساعد لشئون المكاتب الإدارية وعضوًا في الأمانة العامة لجماعة الإخوان المسلمون بداية من عام 2001 حتى منتصف عام 2008، حيث انتخب حينها عضوًا بمكتب الإرشاد من قِبَل أعضاء مجلس الشورى العام، وتم اعتقاله قرابة 12 مرة وكانت أبرزها قضية تنظيم الشرقية في عام 1992م، وقضية سلسبيل في عام 1992م.
من مؤلفاته « معالم منهج الإخوان من رسائل الإمام البنا »

## وصلات خارجية
- معالم منهج الإخوان من رسائل الإمام، فيديو، إخوان أون لاين، 9 يونيو 2009م
- د. محيي حامد يكتب من خلف القضبان: وصايا إلى أحبة القلوب، إخوان أون لاين، 29 أبريل 2007م
- الشورى.. فقهًا وتطبيقًا.. بقلم: د. محيي حامد، إخوان أون لاين، 6 نوفمبر 2008م